# Furio Dionisio Filocalo

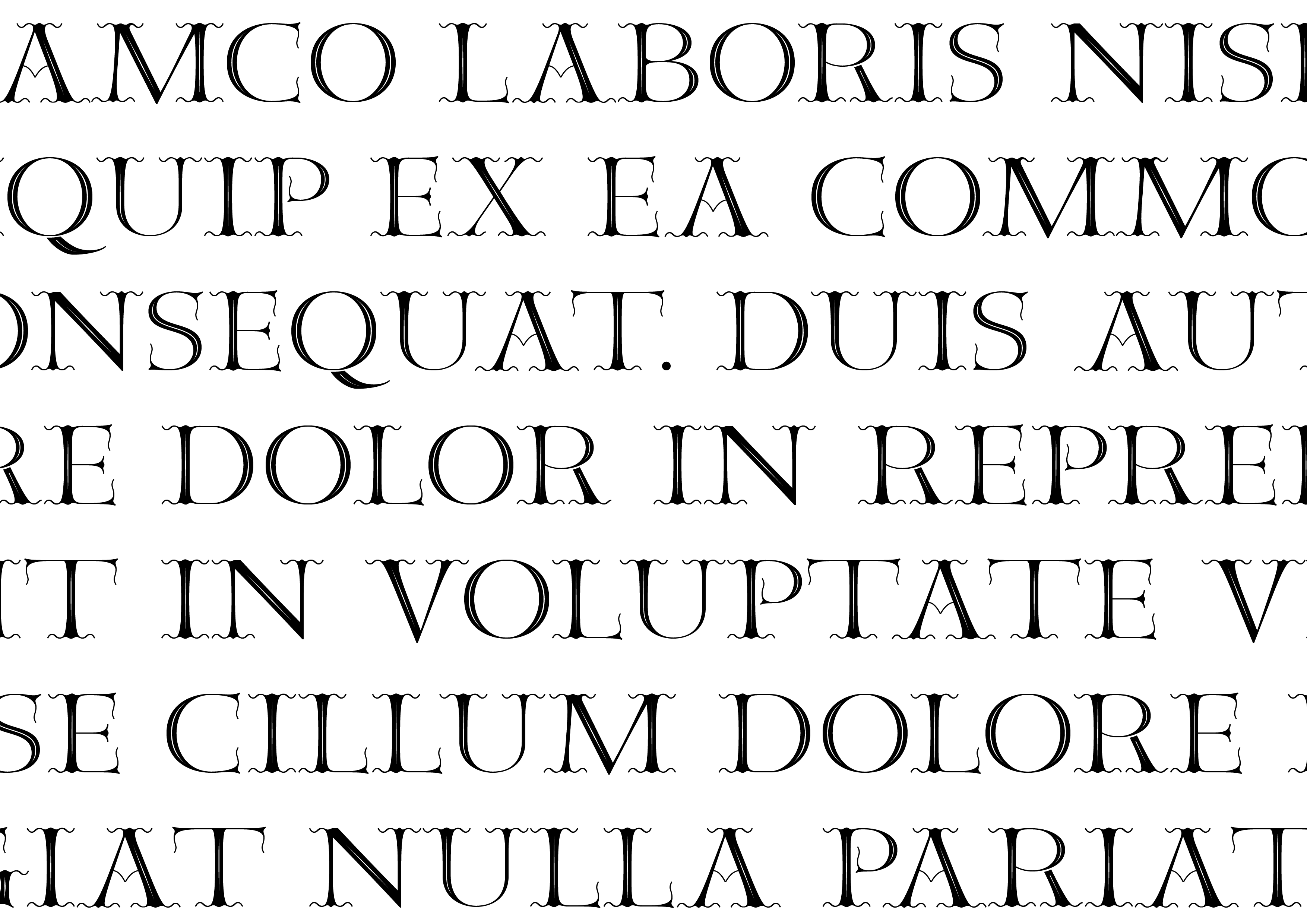
Esempio del carattere tipografico Filocalus, che riproduce la calligrafia detta Damasiana o Filocaliana utilizzata per trascrivere sulle lapidi martiriali gli epigrammi di Damaso.

Furio Dionisio Filocalo (in latino Furius Dionysius Philocalus; fl. IV secolo) è stato un letterato e pittore romano.

## Biografia
Filocalo fu il calligrafo di papa Damaso I e autore nel 354 di un calendario romano giunto fino ai nostri giorni. Filocalo era cristiano ma nel calendario che redasse mise molte feste romane. Il calendario contiene anche un elenco dei martiri (Depositio martyrum) e dei papi (Depositio episcoporum) venerati a Roma. Si tratta comunque del più antico calendario cristiano conosciuto.
Fu anche autore delle epigrafi scritte su grandi lastre di marmo e apposte sulle tombe dei martiri, monumentalizzate da papa Damaso I. Sono giunte fino a noi una trentina di queste epigrafi più o meno integre mentre una cinquantina furono trascritte su codici medievali giunti fino a noi.

## Bibliography
- Johannes Divjak e Wolfgang Wischmeyer (a cura di), Das Kalenderhandbuch von 354. Der Chronograph des Filocalus, Vienna, Holzhausen, 2014, ISBN 9783902976291.
- Richard W. Burgess, The New Edition of the Chronograph of 354: A Detailed Critique, in ZAC, vol. 21, 2017,  pp. 383-415, DOI:10.1515/zac-2017-0020.